# Monopólio bilateral

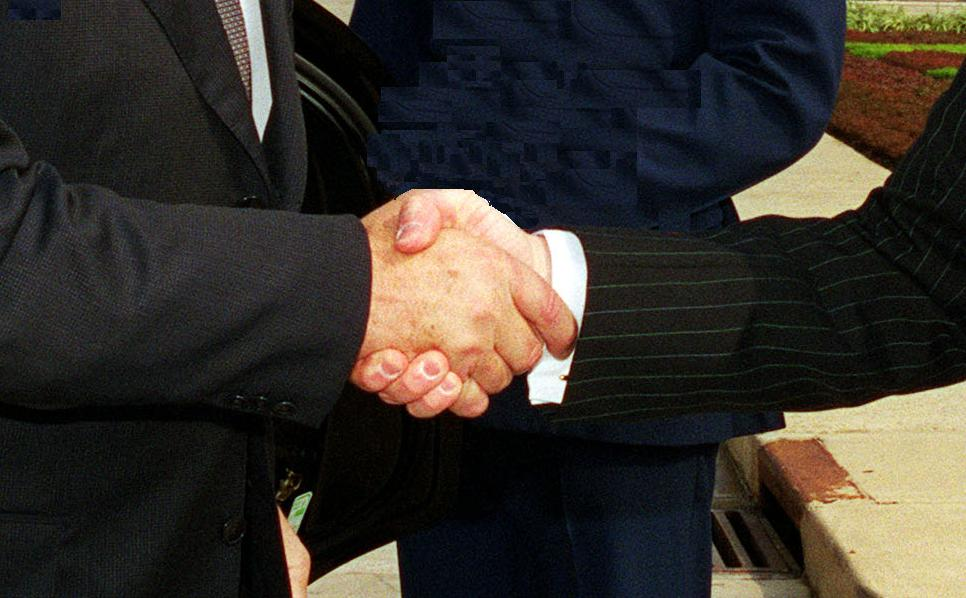
No monopólio bilateral, o poder de negociação se converte num fator decisivo para a determinação do preço de mercado.

O monopólio bilateral é um mercado onde coexistem o monopólio da oferta e da demanda, e onde tanto o vendedor quanto o comprador podem influenciar diretamente os preços, ou seja, nesses mercados, tanto o vendedor que está em um monopólio ou oligopólio ou o comprador que está em monopsônio ou oligopsônio podem determinar os preços. O monopólio bilateral é bastante comum, pois se situa principalmente em mercados que negociam bens não comuns, como é o caso da indústria de peças aeroespaciais.
Neste caso de monopólio, tanto o comprador quanto o vendedor estão em uma situação de negociação, porque o poder de monopólio (de elevação do preço) e do poder de monopsônio (de redução do preço) contrapõem-se mutuamente. O preço de mercado será determinado por ambas as forças através do poder de barganha do comprador e do vendedor. Um modelo de monopólio bilateral é freqüentemente usado em situações onde a custos de substituição de ambos os lados são proibitivos.
Conseqüentemente, não existe uma regra simples para a "resolução" eficiente entre custos/lucros, depende do poder de barganha e das informações disponíveis que cada parte detém. Mesmo que as condições de troca sejam mutuamente vantajosas e plenamente exploradas, não necessariamente levam à identificação de uma solução única. Há uma solução de Ótimo de Pareto, que por definição, relaciona as "condições iniciais" de negociação como plenamente eficientes. Um deles pode ter mais tempo e mais paciência ou mais capacidade e convicção, e assim por diante.
Em tais condições, a Ciência econômica caracteriza a solução do ótimo de Pareto, como a solução ao monopólio bilateral, sem privilegiar nenhuma parte dentro do modelo.